# Mikkion (Maler)
Mikkion (altgriechisch Μικκίων) war ein griechischer Maler, der am Ende des 5. Jahrhunderts v. Chr. oder in der ersten Hälfte des 4. Jahrhunderts v. Chr. tätig war.
Er ist nur literarisch durch eine Erwähnung bei Lukian bekannt. Danach war er ein Schüler des Malers Zeuxis. Dieser habe ihn angewiesen, ein Bild mit nach Hause zu nehmen, da die Betrachter des Bildes sich so sehr mit dem Sujet des Bildes beschäftigen, dass sie seine künstlerische Ausführung nicht mehr zu würdigen wissen.